# Giustiniano Marucco
Giustiniano Marucco (né le 22 août 1899 à Maggiora en Lombardie et mort le 24 octobre 1942 à Aielli dans les Abruzzes) est un joueur de football italien, qui évoluait au poste d'attaquant.

## Biographie
Il joue dans les années 1920 pour le grand club de sa province natale, le Novare Calcio, ainsi que pour le grand club de sa région natale, la Juventus (jouant son premier match bianconero le 25 septembre 1927 au cours d'une défaite 2-1 contre Casale).
Il ne reste qu'une seule saison avec la Juve (1927-28), avec un total de un but (inscrit le 30 octobre 1927 lors d'un succès 5-1 sur l'Hellas Vérone) en 19 matchs joués.
Il joue avec l'équipe nationale italienne pour les Jeux olympiques de 1920 à Anvers, au cours desquels il dispute ses deux seuls matchs sous la maglia azzurra, se terminant sur une défaite.
Après sa retraite, il travaille dans une usine à Crenna ; il est directeur de la SAINA (Società Anonima Industrie Nazionali Aiellesi) d'Aielli.
Il meurt à 43 ans d'un accident de la route, dans la province de L'Aquila.